# Basey
Basey ist eine philippinische Stadtgemeinde in der Provinz Samar auf der Insel Samar. Sie hat 55.480 Einwohner (Zensus 1. August 2015), die in 51 Barangays leben. Die Gemeinde wird als teilweise urban beschrieben und gehört zur ersten Einkommensklasse der Gemeinden auf den Philippinen. Ihre Nachbargemeinden sind Pinabacdao und Santa Rita im Norden, an die Provinz Eastern Samar im Osten und Marabut im Süden. Im Süden grenzt die Gemeinde an den Golf von Leyte.
Basey liegt ca. 59 südöstlich der Provinzhauptstadt Calbayog City und ist über den Maharlika Highway  erreichbar. Auf dem Gebiet der Gemeinde liegt der Sohoton-Natural-Bridge-Nationalpark, mit seinen zahlreichen Höhlen. 

## Baranggays
| - Amandayehan - Anglit - Bacubac - Baloog - Basiao - Buenavista - Burgos - Cambayan - Can-abay - Cancaiyas - Canmanila - Catadman - Cogon - Dolongan - Guintigui-an - Guirang - Balante | - Iba - Inuntan - Loog - Mabini - Magallanes - Manlilinab - Del Pilar - May-it - Mongabong - New San Agustin - Nouvelas Occidental - Nouvelas Oriental - Old San Agustin - Panugmonon - Pelit - Baybay (Pob.) - Buscada (Pob.) | - Lawa-an (Pob.) - Loyo (Pob.) - Mercado (Pob.) - Palaypay (Pob.) - Sulod (Pob.) - Roxas - Salvacion - San Antonio - Sawa - Serum - Sugca - Sugponon - Tinaogan - Tingib - Villa Aurora - Binongtu-an - Bulao |